# Jakub Vadlejch
Jakub Vadlejch (* 10. Oktober 1990 in Prag) ist ein tschechischer Speerwerfer.

## Werdegang

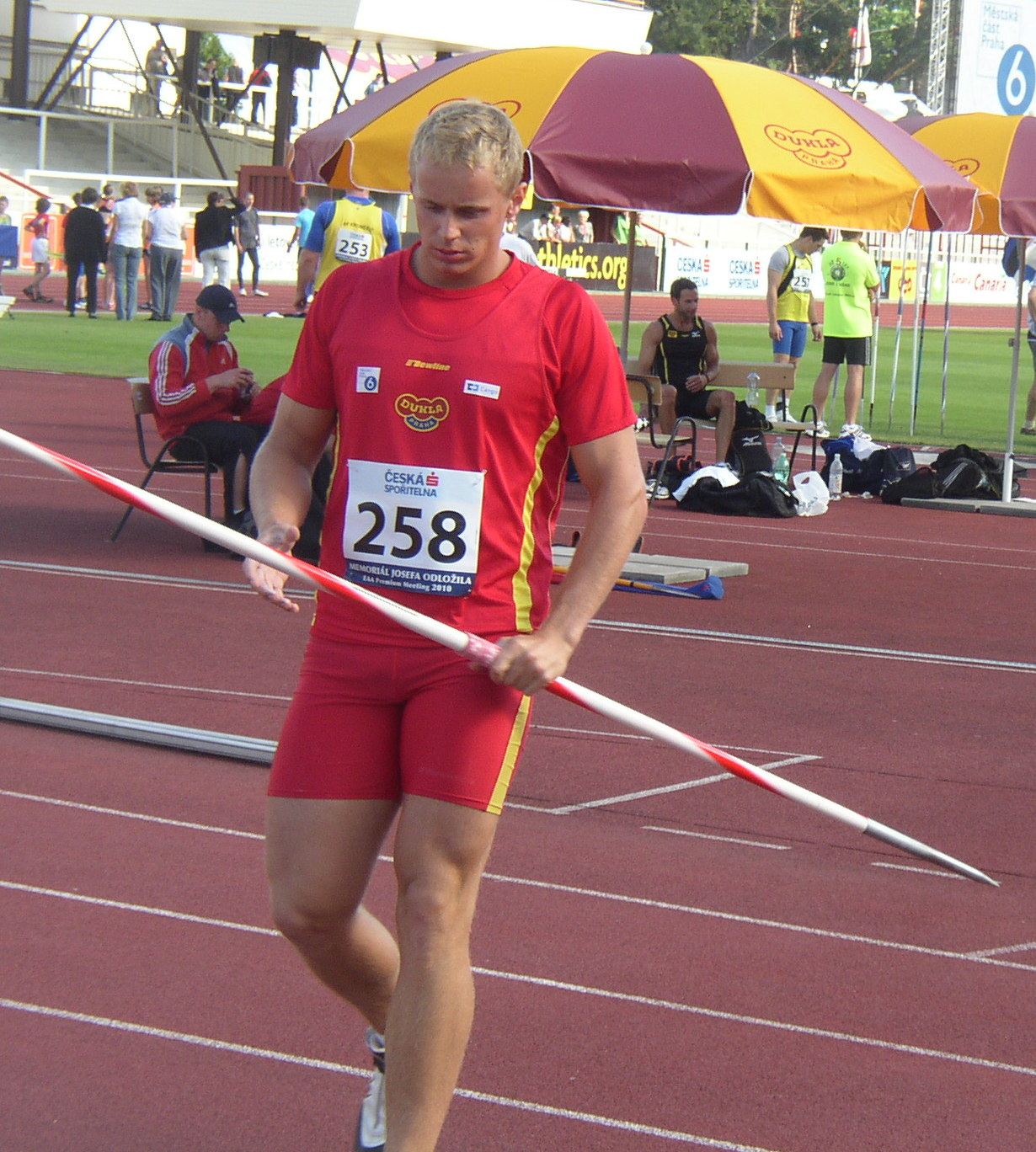
Jakub Vadlejch (2010)

Bei den Jugendweltmeisterschaften 2007 in Ostrava belegte Jakub Vadlejch den zwölften Platz; ein Jahr darauf bei den Juniorenweltmeisterschaften 2008 in Bydgoszcz den zehnten Platz. Bei den Junioreneuropameisterschaften 2009 im serbischen Novi Sad belegte Jakub Vadlejch mit 69,63 m den achten Platz.
Mit seiner Teilnahme an den Europameisterschaften 2010 in Barcelona nahm Vadlejch zum ersten Mal an einem internationalen Großereignis teil, konnte sich jedoch mit 76,04 m und Platz 16 in der Qualifikation nicht für das Finale qualifizieren. Mit 80,08 m erreichte er ein Jahr später bei den Weltmeisterschaften 2011 im koreanischen Daegu ebenfalls Platz 16 in der Qualifikation und schied damit aus.
Auch bei den Olympischen Sommerspielen 2012 in London konnte sich Vadlejch mit 77,61 m als 25. in der Speerwurf-Quali nicht für das Finale der besten Zwölf qualifizieren. Ebenso nicht bei den Weltmeisterschaften 2015 in Peking, wo er mit 78,95 m den 20. Platz in der Qualifikation belegte.
Bei den Olympischen Sommerspielen 2016 in Rio de Janeiro belegte Vadlejch im Speerwurf-Finale mit 82,42 m den achten Platz. Im selben Jahr gewann er mit 50 Punkten vor Thomas Röhler (46) und Julian Weber (15) den Diamond-League-Titel.
Bei den Weltmeisterschaften 2017 in London gewann Vadlejch im Speerwurf-Finale mit einer persönlichen Bestweite von 89,73 m hinter Johannes Vetter und vor Landsmann Petr Frydrych die Silbermedaille; dabei verpasste er nur um 16 Zentimeter Gold. Zwei Wochen später gewann er mit 88,50 m vor Vetter das Diamond-League-Finale in Zürich.
Bei den Olympischen Sommerspielen 2021 in Tokio belegte Vadlejch mit einer Weite von 86,67 m hinter dem Inder Neeraj Chopra den 2. Rang. Während der Schlussfeier war er der Fahnenträger seiner Nation.
Bei den Europameisterschaften 2024 gewann er mit persönlicher Saisonbestleistung von 88,65 m im letzten Versuch die Goldmedaille.
Sein Trainer ist der mehrfache Olympiasieger und Weltrekordhalter Jan Železný.

## Persönliche Bestleistungen
- Speerwurf: 90,88 m, 13. Mai 2022, Doha
- Speerwurf (700 g): 80,52 m, 19. September 2009, Moskau